# Suladvärguv
Suladvärguv (Otus sulaensis) är en fågel i familjen ugglor inom ordningen ugglefåglar.

## Utbredning och systematik
Suladvärguv återfinns i Sulaöarna. Vissa behandlar den som underart till moluckdvärguven (O. magicus).

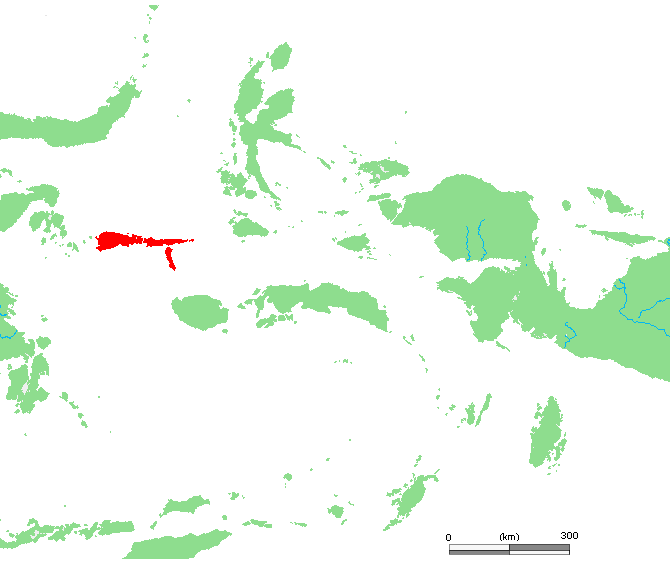
Fågeln förekommer enbart i indonesiska Sulaöarna, rödmarkerade på kartan.

## Status
IUCN kategoriserar arten som nära hotad.